# Bulbophyllum devium
Bulbophyllum devium là một loài phong lan thuộc chi Bulbophyllum.